# Czwarty krętarz
Czwarty krętarz – wypukłość na kości udowej charakterystyczna dla archozaurów, służąca do przyczepu mięśni. Po raz pierwszy czwarty krętarz pojawił się u erytrozuchów we wczesnym triasie i występował również u późniejszych Archosauriformes oprócz proterozuchidów.